# Dolmen de la Croix de l’Yeuse
Der Dolmen de la Croix de l’Yeuse liegt östlich des Weilers Arboras, nahe der Straße D 122 in Montpeyroux bei Lodève im Département Hérault in Frankreich. Es ist ein Gangdolmen mit q- bzw. p-förmigem Grundriss (französisch Dolmen à couloir – avec plan en q). Dolmen ist in Frankreich der Oberbegriff für neolithische Megalithanlagen aller Art (siehe: Französische Nomenklatur).

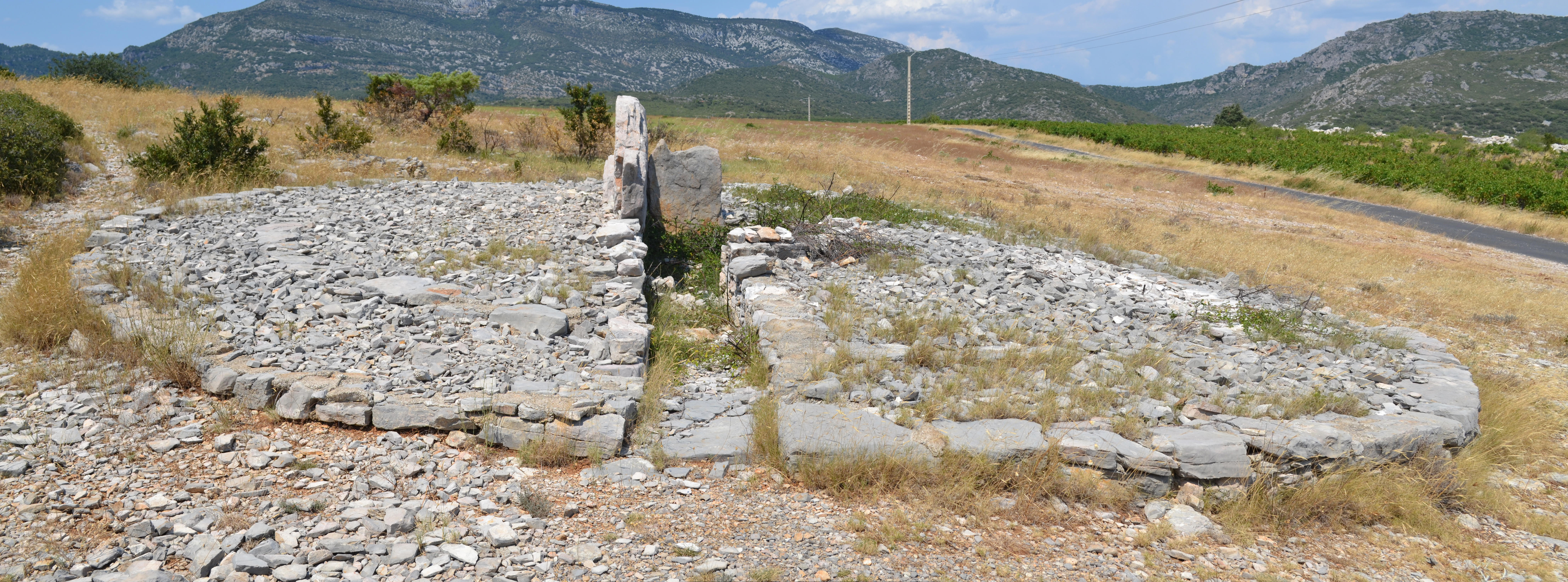
Dolmen de la Croix de l’Yeuse

## Beschreibung
Der Dolmen liegt in den restaurierten Resten eines runden randsteingefassten Cairns von etwa 10 Metern Durchmesser. Erhalten sind zwei Platten im linken (geraden) Teil der Kammer und ein Plattenrest vom Kopf.
Aus dem Dolmen wurde im 19. Jahrhundert das Fragment eines Glockenbechers geborgen.
In der Nähe des Kreuzes liegen fünf stark gestörte Dolmen und ein Menhir.

Croix de l’Yeuse
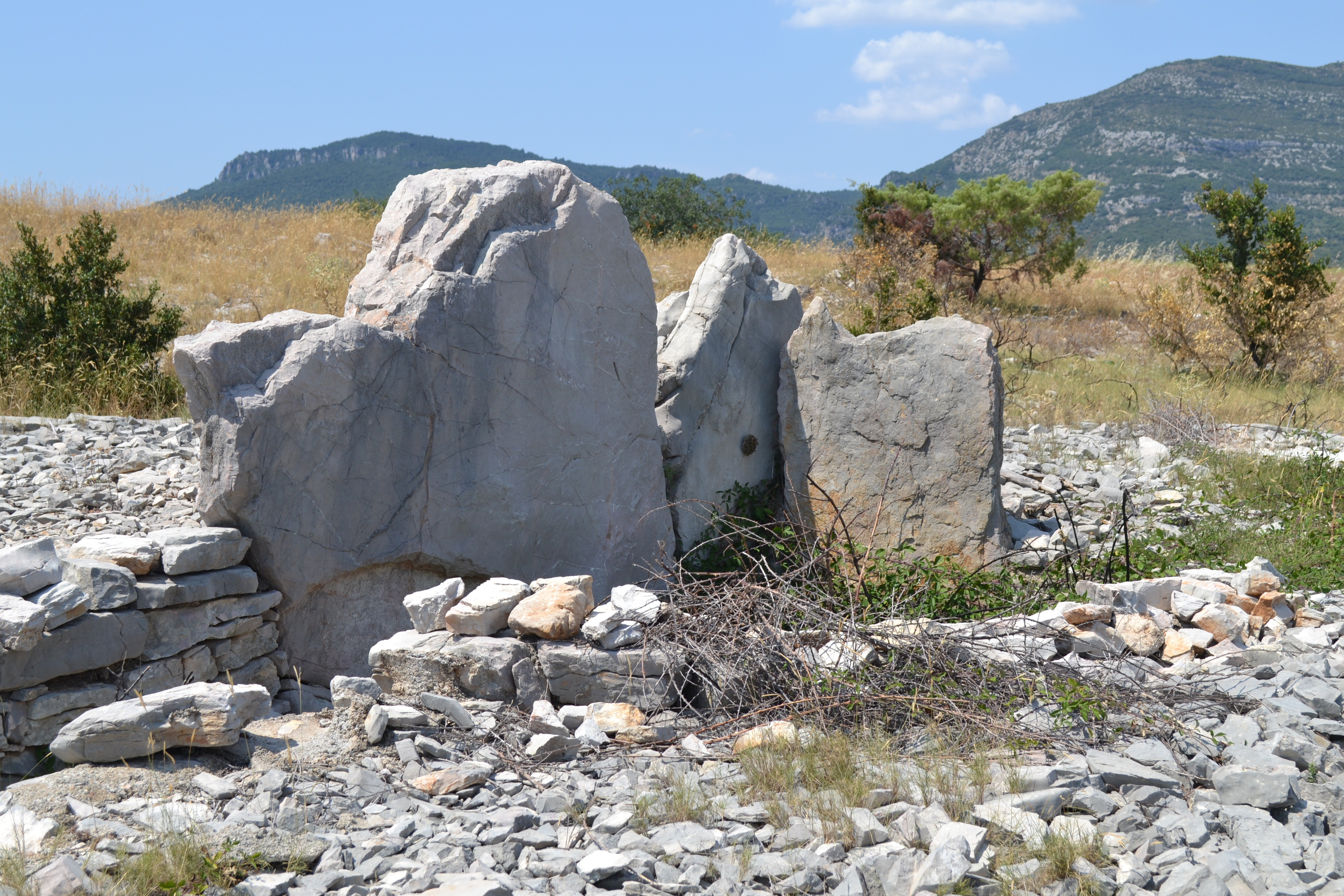
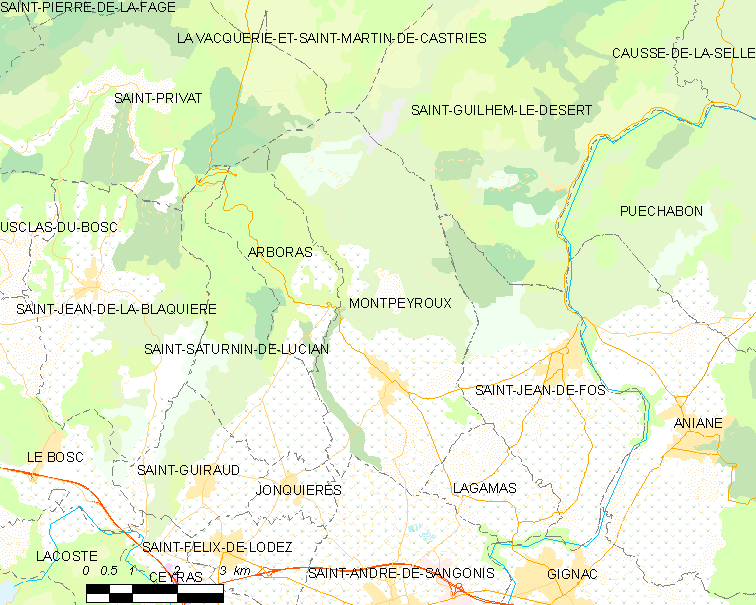
Karte
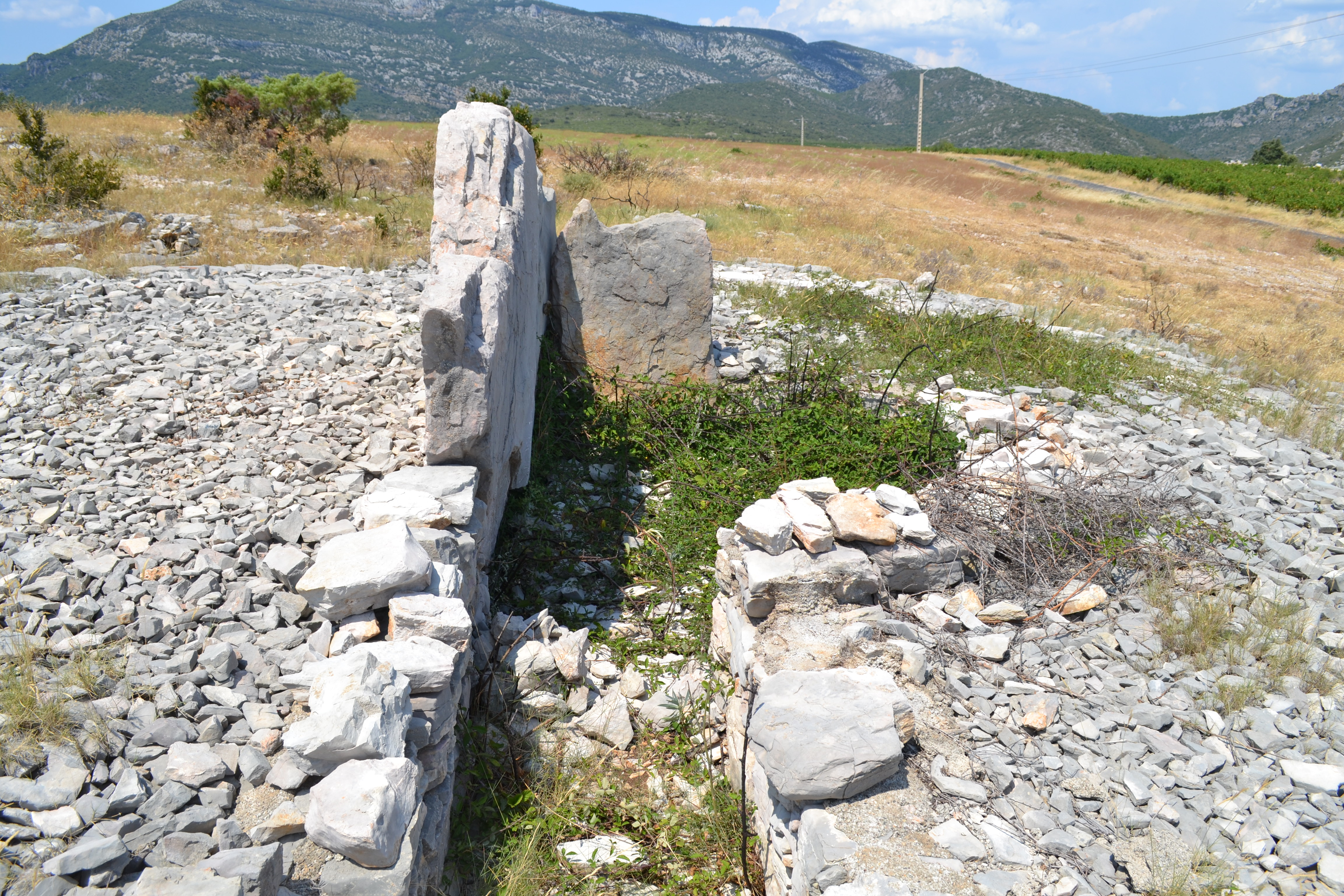